# Chauncey Guy Suits
Chauncey Guy Suits (Oshkosh, Wisconsin, 12 de março de 1905 - 14 de agosto de 1991) foi um engenheiro estadunidense, membro fundador da Academia Nacional de Engenharia dos Estados Unidos.
Recebeu a Medalha IRI de 1962.